# Tenuipalpus jordaani
Tenuipalpus jordaani är en spindeldjursart som beskrevs av Meyer 1979. Tenuipalpus jordaani ingår i släktet Tenuipalpus och familjen Tenuipalpidae. Inga underarter finns listade i Catalogue of Life.